# Slovianoserbsk
Slovianoserbsk (en ucraniano: Слов'яносербськ; en ruso: Славяносербск, romanizado: Slavianoserbsk) es un asentamiento urbano ucraniano perteneciente al óblast de Lugansk. Situado en el este del país, hasta 2020 era centro del raión de Slovianoserbsk, pero hoy es parte del raión de Alchevsk y centro del municipio (hromada) de Slovianoserbsk.
El asentamiento se encuentra ocupado por Rusia desde la guerra del Dombás, siendo administrada como parte de la de facto República Popular de Lugansk.

## Geografía
Slovianoserbsk está ubicado en el margen derecha del río Donets, 32 km al noroeste de Lugansk. 

## Historia
El asentamiento fue fundado por colonos serbios de la región de Raška en 1753, para proteger las fronteras del estado ruso de ataques de turcos y tártaros. Desde 1753 hasta 1764, Slovianoserbsk fue la capital del territorio ruso Eslavoserbia con el nombre de Podgornoie (en ruso: Подгорное, romanizado: Podgornoye; en ucraniano: Підгірне, romanizado: Pidhirne). En 1764, Eslavoserbia se transformó en el condado de Donets y en 1784 la ciudad pasó a llamarse Donetskoie (en ruso: Донецкое, romanizado: Donetskoye; en ucraniano: Донецьке, romanizado: Donetske). En 1796, perdió su condición de sede de condado; pero en 1817 volvió a ser sede de un uyezd en la gobernación de Yekaterinoslav, y tanto la ciudad como el condado pasaron a llamarse Slavianoserbsk. En 1807 llegaron nuevos colonos serbios, 101 de ellos de Nikšić. El uyezd fue integrado en el uyezd de Lugansk desde 1882 y en 1883 perdió el estatus de ciudad.
Poco después de la independencia de Ucrania en 1918, también se adoptó la forma ucraniana de Slovianoserbsk.
Un periódico local se publica en la ciudad desde marzo de 1939.
Durante la Segunda Guerra Mundial, en 1942-1943, los ocupantes alemanes operaron una prisión nazi en el asentamiento.
En 1960, el lugar se convirtió en un asentamiento de tipo urbano y ha sido el centro del raión desde que se fundó en 1966.
Desde 2014, Slovianoserbsk ha estado controlado por las tropas separatistas de la autoproclamada República Popular de Lugansk y sus partidarios rusos. El asentamiento estaba cerca de la línea del frente entre las tropas ucranianas y los separatistas prorrusos.

## Demografía
La evolución de la población entre 1897 y 2022 fue la siguiente:
| 3122                                                          | 4166 | 7454 | 8722 | 8406 | 8065 | 8086 | 7776 | 7659 |
| (Fuente: Cities & Towns of Ukraine y UKRAINE: Größere Städte) |      |      |      |      |      |      |      |      |

Según el censo de 2001, la lengua materna de la mayoría de los habitantes, el 61,72%, es el ruso; del 37,54% es el ucraniano.

## Infraestructura

### Arquitectura, monumentos y lugares de interés
Hay un museo municipal con exhibiciones evocan la época en que los serbios llegaron a esa zona. En el centro de la ciudad, hay un monumento dedicado a los serbios que consta de tres grandes figuras de guerreros: un cosaco (ucraniano), un serbio y un ruso.

### Transporte
La estación de tren más cercana está en Simojiria, 15 km al sur de la ciudad.